# Donyell Malen
Donyell Malen (ur. 19 stycznia 1999 w Wieringen) – holenderski piłkarz surinamskiego pochodzenia, występujący na pozycji napastnika w angielskim klubie Aston Villa oraz w reprezentacji Holandii. Uczestnik Mistrzostw Europy 2020 i 2024. 

## Kariera piłkarska
Swoją karierę piłkarską Malen rozpoczął w 2007 roku w szkółce piłkarskiej Ajaksu. W 2015 roku podjął treningi w Arsenalu, gdzie grał w młodzieżowych drużynach U-18 i U-23. W 2017 roku został zawodnikiem PSV Eindhoven. Najpierw grał w młodzieżowej drużynie PSV w Eerste divisie, a w 2018 roku awansował do pierwszej drużyny. 3 lutego 2018 roku zadebiutował w niej w pierwszej lidze holenderskiej w wygranym 4:0 domowym meczu z PEC Zwolle. W sezonie 2017/2018 został z PSV mistrzem Holandii. 29 września 2018 w wygranym 2:0 wyjazdowym meczu z NAC Breda strzelił swoją premierową bramkę w lidze. W sezonie 2018/2019 wywalczył z PSV wicemistrzostwo Holandii.
27 lipca 2021 został zawodnikiem Borussi Dortmund, z którą podpisał pięcioletni kontrakt, do czerwca 2026. W niemieckim klubie zadebiutował 7 sierpnia w meczu Pucharu Niemiec przeciwko Wehen Wiesbaden. W Bundeslidze zadebiutował tydzień później, w wygranym 5:2 meczu z Eintrachtem Frankfurt. 15 września zadebiutował w rozgrywkach Ligi Mistrzów UEFA w Borussi, rozgrywając mecz z Beşiktaşem. 13 dni później zanotował premierowe trafienie w Lidze Mistrzów, strzelając jedyną bramkę w spotkaniu przeciwko Sportingowi. Pierwszą bramkę w barwach Borussi w Bundeslidze zdobył 20 listopada, trafiając w starciu ze Stuttgartem.

## Kariera reprezentacyjna
Malen występował w młodzieżowych reprezentacjach Holandii - U-16, U-17, U-18, U-19 i U-21. W 2015 roku zagrał z kadrą U-17 na Mistrzostwach Europy U-17, a w 2016 roku dotarł z tą kadrą do półfinału mistrzostw. 6 września 2019 zadebiutował w reprezentacji Holandii w wygranym 4:2 meczu eliminacji do Euro 2020 z Niemcami, rozegranym w Hamburgu. W 58. minucie tego meczu wszedł na boisko za Martena de Roona, a w 79. minucie zdobył swoją pierwszą bramkę w kadrze narodowej.

## Statystyki kariery
| Sezon   | Klub              | Kraj     | Rozgrywki      | Mecze | Gole |
| ------- | ----------------- | -------- | -------------- | ----- | ---- |
| 2016/17 | Jong PSV          | Holandia | Eerste divisie | 22    | 13   |
| 2017/18 | PSV               | Holandia | Eredivisie     | 4     | 0    |
| 2018/19 | PSV               | Holandia | Eredivisie     | 31    | 10   |
| 2019/20 | PSV               | Holandia | Eredivisie     | 14    | 11   |
| 2020/21 | PSV               | Holandia | Eredivisie     | 32    | 19   |
| 2021/22 | Borussia Dortmund | Niemcy   | Bundesliga     | 27    | 5    |
| 2022/23 | Borussia Dortmund | Niemcy   | Bundesliga     | 26    | 9    |
| 2023/24 | Borussia Dortmund | Niemcy   | Bundesliga     | 27    | 13   |
| 2024/25 | Borussia Dortmund | Niemcy   | Bundesliga     | 14    | 3    |
| 2024/25 | Aston Villa       | Anglia   | Premier League | 14    | 3    |

## Sukcesy

### PSV
- Mistrzostwo Holandii: 2017/2018

### Wyróżnienia
- Piłkarz miesiąca Eredivisie: Wrzesień 2019[7], Luty 2021[8]
- Piłkarz miesiąca Bundesligi: Kwiecień 2023[9]